# Giuliana Morandini
Giuliana Morandini (Pavia di Udine, 1938 – Róma, 2019. július 22.) olasz író, irodalomkritikus.

## Művei

### Regények
- I cristalli di Vienna (1978)
- Caffè Specchi (1983); Tükör Kávéház; fordította: Fehér Mária; K. u. K., Budapest, 1994
- Angelo a Berlino (1987)
- Sogno a Herrenberg (1991)
- Giocando a dama con la luna (1996)
- Notte a Samarcanda (2006)

### Esszék
- E allora mi hanno rinchiusa: testimonianze dal manicomio femminile (1977)
- Ricercare Carlotta (1979)
- Da te lontano (1989)
- Sospiri e palpiti. Scrittrici italiane del Seicento (2001)

### Színdarab
- Le insensate (2004)